# 金浩延
金浩延（韓語：김호연，1982年3月24日—），是一名韓國男演員。

## 演出作品

### 電視劇
- 2021年：Netflix《地獄公使》飾演 陳慶勳記者
- 2024年：Netflix《遺贈的秘密》飾演 尹明護[1]

### 電影
- 2005年：短篇《偏偏是那個傢伙(머하필그놈)》飾演 公司職員
- 2010年：短篇《熱狗(핫도그)》飾演 白壽
- 2012年：短篇《Amazing Grace(어메이징그레이스)》
- 2012年：短篇《正午的奧德賽(정오의 오딧세이)》
- 2012年：短篇《西杏(아몬드)》
- 2016年：短篇《我們家C.E.O(우리집C.E.O)》飾演 刑警
- 2017年：短篇《Viral(바이럴)》
- 2017年：短篇《遭遇(조우)》飾演 政宇
- 2019年：短篇《冬天的西瓜(겨울의 수박)》
- 2021年：《我們三姊妹》飾演 教會裡的人們

### 話劇
- 2010年：《浪漫指揮家(낭만지휘자)》
- 2010年：《風之行星(바람의행성)》
- 2010年：《THE DREAM》飾演 行乞叫唱的人
- 2010年：《不知道不覺(시나브로)》飾演 Guess
- 2010年：《山茶花(동백꽃)》飾演 咕咕雞
- 2011年：《震撼靈魂的呼吸SOUL 打(영혼을울리는숨SOUL 打)》
- 2011年：《奧賽羅(오셀로)》
- 2011年：《李守一和沈順愛(이수일과 심순애)》飾演 李守一
- 2013年：《熊 求婚 天鵝之歌(곰 청혼 백조의노래)》飾演 Sminov/Ivanich
- 2013年：《明朗浪漫山茶花(명랑시골로맨스 동백꽃)》飾演 咕咕雞[2]
- 2015年：《6月26日-春川(6월26일-춘천)》飾演 陳延春[3]
- 2017年：《春川家伙們(춘천놈들)》飾演 金秀延
- 2017年：《守護地球的安全男孩(지구를지켜라안전보이)》
- 2017年：《不要相信奶奶(할머니는믿지마세요)》飾演 鐘玖
- 2017年：《春天來了(봄이 오면)》
- 2018年：《趙達九 桂奉順 哲(조달구 계봉순 철이)》飾演 朴正勳[4][5]
- 2019年：朗讀《殺死獐子的方法(고라니를죽이는방법)》飾演 政厚
- 2019年：《孝子體育館(효자체육관)》飾演 金秀延
- 2020年：《莎士比亞和貝多芬命中註定的相遇(셰익스피어와베토벤의운명적만남)》飾演 哈姆雷特
- 2020年：《在永宗島38公里留下(영종도38킬로남았다)》飾演 羅科長
- 2020年：《掛斷(끊)》[6]
- 2023年：《孝子體育館(효자체육관)》飾演 金秀延
- 2023年：《掛斷 part2(끊 part2)》飾演 R[7][8]
- 2023年：《在永宗島38公里留下(영종도38킬로남았다)》飾演 羅科長

### 音樂劇
- 2011年：《不知道不覺(시나브로)》飾演 二腦袋
- 2017年：《月花盛開(달꽃만발)》飾演 許生沅
- 2019年：《無窮花開了(무궁화꽃이피었습니다)》飾演 和志
- 2021年：《月花盛開(달꽃만발)》飾演 神秘的驢
- 2022年：《無窮花開了(무궁화꽃이피었습니다)》飾演 和志
- 2022年：《昭陽少女(소양소녀)》飾演 鐘玖

### 廣播音樂劇
- 2022年：TBN《趙和璧, 她就在那里(조화벽, 그곳에 그녀가 있었다)》
- 2023年：TBN《無窮花開了(무궁화꽃이피었습니다)》飾演 和志

### 獎項
- 2011年：《第3屆 春川藝術獎(춘천예술상)》 新人獎

## 外部連結
- 金浩延的Instagram帳戶
- 金浩延的Instagram帳戶
- 26劇團的Instagram帳戶
- 金浩延的playdb （页面存档备份，存于）